# Dan Goodwin
Pour les articles homonymes, voir Goodwin.
Dan Goodwin, surnommé  Spiderman, SpiderDan ou Skyscraperman, né en 1955 à Kennebunkport dans le Maine, est un grimpeur américain, connu pour ses ascensions rocheuses en solo intégral et ses ascensions de gratte-ciel durant les années 1980, notamment la Willis Tower (ex Sears Tower), le 875 North Michigan Avenue (ex John Hancock Center), le World Trade Center et la tour CN.